# Augusto Melica
Augusto Melica (Lecce, 21 settembre 1933 – 19 marzo 1996) è stato un politico e medico italiano.

## Biografia
Di professione medico, si formò a Bologna specializzandosi in pneumologia. Negli anni settanta ritornò nella sua Lecce e prese servizio presso l'ospedale Antonio Galateo di San Cesario di Lecce, dove fu primario per molti anni. Aderì alla Democrazia Cristiana, risultando più volte eletto nel consiglio comunale della città, e dal 1986 al 1988 fu sindaco di Lecce.